# Ardèche
Ardèche (en occitano y en español: Ardecha[cita requerida])  es un departamento francés situado en la región de Auvernia-Ródano-Alpes. Se trata de uno de los 83 departamentos originales constituidos el 4 de marzo de 1790 tras la Revolución francesa. Ocupa el Vivarés y partes de Languedoc. Sus habitantes se llaman, en francés, ardéchois, pues reciben su nombre del río homónimo.

## Historia

### Historia prehistórica y antigua
Se tiene constancia de que la zona ha sido habitada desde, al menos, el Paleolítico superior, como se demuestra en las pinturas rupestres de Chauvet Pont d'Arc. Destaca también como legado prehistórico ejemplos de construcciones megalíticas en la meseta del río Ardèche, como dólmenes y menhires. Puesto que el río se halla encajado en el cañón natural más grande en Europa y sus acantilados están lleno de cuevas se han encontrado signos de habitantes prehistóricos, como puntas de flecha y cuchillos de pedernal.
Ya en la Edad Antigua encontramos asentamientos de grandes comunidades en la zona. Ardèche se encuentra en la región de Vivarés (Vivarais en francés), la cual lleva su nombre, junto con el escudo de armas, por Viviers. Esta era la capital de una tribu gala, los Helvii, que pasaron a formar parte de la provincia romana de Galia Narbonense tras la destrucción de su capital anterior en Alba-la-Romaine. El área fue posteriormente evangelizada por Andéolo del Vivarés, discípulo de Policarpo de Esmirna, durante el reinado del emperador Septimio Severo para ser después martirizado supuestamente en 208.

### Historia medieval
Ya en la Edad Media, en concreto en el siglo IX, el área del Vivarés empezó a sufrir las incursiones de esclavistas sarracenos y magiares que comerciaban desde las costas de Provenza, lo que se tradujo en una despoblación total de la región. A principios del siglo X se inició una recuperación económica que se tradujo en la construcción de muchas iglesias románicas como las de Ailhon, Mercuer, Saint Julien-du-Serre, Balazuc, Niègles y Rochecolombe. 
En esa época el Vivarés era un condado que dependía en parte del Reino de Arlés, formado en el año 933 con la fusión por Rodolfo II de Borgoña de los reinos de Borgoña y Provenza, para posteriormente ser legado por el último monarca, Rodolfo III de Borgoña, al emperador Conrado II en 1032. A partir de este momento, tomó gran importancia la Iglesia. Por ejemplo, Juan II (Giovanni de Siena), que fue cardenal y obispo de Vivarés entre 1073 y 1095, acompañó al papa Urbano II en el Concilio de Clermont. 
En 1284, en la abadía cisterciense de Marzan, Felipe IV de Francia estableció la comuna de Villeneuve de Berg y obligó a los obispos de Vivarés a admitir la soberanía de la Corona francesa; hasta que la zona pasó por completo a ser dominio francés con Carlos VII de Valois en 1308[cita requerida]. Durante este período, la familia Maillard, como condes de Tournon, fueron influyentes en la región de Ardèche. Más tarde, durante la Guerra de los Cien Años la zona mantuvo su lealtad a la Corona francesa, a pesar de los frecuentes ataques desde el oeste.

### Historia Moderna
En la Edad Moderna, como resultado de la reforma calvinista de Juan Calvino en Ginebra, Vivarés fue una de las áreas que abrazó fuertemente el protestantismo, en parte como resultado de la actividad misionera de Jacques Valery en 1534. Además, la región había prosperado con la introducción del cultivo de tabaco de América y los experimentos agrarios de Olivier de Serres, padre de la agricultura moderna francesa; así como del crecimiento de la industria de la seda gracias a la plantación de moreras. Este desarrollo produjo, junto con la influencia del protestantismo, que surgiera una burguesía con una cierta independencia de pensamiento en las ciudades de Vivarés.
Durante las Guerras de religión de Francia (1562-1598), la región de Ardèche fue considerado un lugar estratégico entre los protestantes de Ginebra, Lyon y la católica Languedoc. Con el apoyo de la creciente burguesía y de los hugonotes protestantes, el conde de Crussol y Olivier de Serres convirtió Vivarés en un bastión protestante; por lo que sufrió muchos ataques hasta prcticamente el fin de la guerra. En 1598, el Edicto de Nantes puso fin a la contienda, pero para ese momento Vivarés tenía más de 75 iglesias protestantes y cinco baluartes fortificados con guarniciones permanentes. 
Sin embargo, los problemas de la zona no acabarían de con la guerra, ya que se seguirían desatando conflictos entre católicos y protestantes. Por ejemplo, en 1629 Paule de Chambaud, hija del señor hugonote de Privas, optó por casarse con un católico, el vizconde de Lestrange, que apoyó la persecución de los protestantes por el cardenal Richelieu. La ciudad de Privas, con una mayoría de la población protestante, se negó a dicha unión y la ciudad terminó arrasada por las llamas por las fuerzas de Luis XIII. Como resultado, un quinto de la población protestante de los Vivarés emigró.

### Historia contemporánea
Durante la Revolución francesa, en 1789, la Declaración de los Derechos del Hombre y del Ciudadano reconoció a los protestantes de Ardèche la ciudadanía de pleno derecho junto con la libertad de culto. Sin embargo, el catolicismo continuó creciendo y en el siglo XIX Ardèche censó únicamente 34 000 protestantes de una población de 290 000. Ardèche fue uno de los 83 departamentos originales creados durante la Revolución francesa, el 4 de marzo de 1790, al tomar su nombre del río homónimo. También tuvo gran importancia durante la Revolución el apoyo del conde François-Antoine de Boissy d'Anglas, representante del Tercer Estado de Vivarés en los Estados Generales de Francia. De forma general, la población apoyó la contienda sobre todo por la abolición de la siervos y el apoyo del clero bajo. Sin embargo, la causa perdió apoyos cuando se volvió violenta y, durante El Terror en 1794, muchos expartidarios de la Revolución fueron ejecutados en Privas con la guillotina. Ya bajo el Directorio, destacaron diversas bandas de Chuans que salieron a las Cevenas.
Con el Primer Imperio francés, Ardèche entró en un período de cada vez más próspero. De hecho, Viviers fue restablecida en 1822 como sede del obispado de Ardèche, donde permanece hasta hoy. A lo largo del siglo XIX se produjo un modesto crecimiento económico que se tradujo en un aumento demográfico y, en 1861 se censó a una población de 388 500; que contrasta con la cifra que arrojó el censo en 1793 de 273 000 personas. La industria del gusano de seda floreció hasta 1855, cuando una enfermedad afectó a los gusanos y China se postuló como una clara competidora. En Privas, destaca la minería de mineral de hierro, pero este se agotó rápidamente. Como resultado, se establecieron seis altos hornos en la zona, pero el último cierró en Pouzain en 1929 debido a su baja rentabilidad.

Como nombre propio destacó el trabajo del científico Marc Seguin, nacido en este departamento, cuyas invenciones jugaron un papel clave en el desarrollo de las primeras locomotoras. Sin embargo, Seguin ubica su negocio cerca de Lyon, por lo que el desarrollo industrial en la región de Ardèche se mantuvo a una escala relativamente pequeña. Así pues no aparecieron grandes ciudades industriales como en otras partes de Europa durante la Revolución Industrial y la población no volvió a crecer.

Desde la década de 1860, la economía de Ardèche se ha dividido entre el próspero valle del Ródano y el Haut Vivarais, la parte montañosa y más pobre. Allí la ganadería ovina no condujo a la prosperidad esperada y la viticultura, que se vio gravemente afectada por la crisis de la filoxera en las últimas décadas del siglo XIX, tuvo que competir con otras zonas más consolidadas de Francia.

## Las diferentes regiones naturales
Hay cinco regiones naturales del Ardèche:
Las montañas
Limitan con la frontera occidental del departamento y tienen una altitud media de 1100 metros. Básicamente son de composición granítica dividido por los basaltos Velay del Macizo de Mézenc y los Montes Forez, centrada en los conos volcánicos de cenizas, tapones de lava y flujos de magma numerosas (Mézenc: 1754 metros; Gerbier de Jonc: 1551 m). Su inclinación se inclina suavemente hacia el oeste, lo que conduce a un flujo de agua hacia el oeste del Atlántico. Aquí la Loire tiene su fuente. A una distancia de pocos kilómetros se encuentra el lago volcánico de Issarlès (92 hectáreas, a 5 km de circunferencia, 108 m de profundidad). El clima es extremo: la nieve durante varios meses, los vientos muy violentos durante el otoño y el invierno (conocido localmente como «la burle»), nieblas frecuentes en los valles, caídas extremas de temperatura entre las estaciones del año, con fuertes lluvias (1500 mm por año en promedio) fuertemente concentrada en septiembre y octubre.
Las mesetas del Alto Vivarais y Cevennes
La zona de transición que desciende de la montaña (1200 m) hasta el valle del Ródano (300 a 400 m), es la región de la meseta. La altitud media de la meseta es uno de verdes crestas boscosas separadas por barrancos salvajes e infranqueable. Recursos hidrográficos están dominadas por estas corrientes torrenciales y las precipitaciones se caracteriza por la importancia de frecuentes lluvias de verano, con un clima mucho menos extrema que la de las montañas al oeste.
La Bas-Vivarais
El río Ardèche fluye hasta el Ródano, a raíz de un curso general hacia el sureste. Esta región del Carso está formada por calizas calcáreas, donde el flujo de los arroyos en valles escarpados separados por crestas afiladas. Con una altitud generalmente bajo el Bas-Vivarais disfruta de un ambiente cálido y seco, el clima casi mediterráneo. Cielos son amplias y luminosas, las temperaturas más elevadas (3 o 4 °C en enero). Los vientos del noreste son dominantes, pero los del sur (conocido como el «vent du midi») y del oeste están llenas de humedad, con lo que las fuertes precipitaciones durante unos días a la vez. Los pocos ríos, el Lavezon, Escoutay y Frayol, ofrecen menos de un recurso hídrico que se ve en las áreas graníticas crysaline al norte. Este es el país de la vid, de matorral, de cereales y árboles frutales extensivos (esta es la región de Aubenas y de Joyeuse).
La meseta de los Coirons
Esta meseta con una altitud de 800 metros sobre el nivel del mar, está completamente rodeada al norte por los valles de los Ouvèze y la Payre, al sur por el valle del Escoutay, al oeste por el Col de la Escrinet y el valle de Vesseaux. Está construido de basalto que se extiende en longitud 18 km en la dirección del Ródano, y en su parte más ancha es un máximo de 11 km de ancho. El clima aquí es también bastante extremo: la nieve, sin ser gruesa, es frecuente, variaciones de temperatura acentuado por el hecho de los fuertes vientos fríos que soplan. El suelo es rico y fértil. La agricultura está dominada por el cultivo de trigo, avena y papas, domina, con la cría de cabras y ganado vacuno. En las laderas se encuentran las vides y árboles frutales.
El valle del Ródano
El corredor del Ródano es muy estrecho en la margen derecha que se extiende casi al pie de la meseta Vivarais, dejando pequeñas llanuras donde los ríos de las Vivarais descienden hasta el Ródano. Aquí el viento fuerte del norte, (conocido como el mistral) domina. Sin embargo, las temperaturas son moderadas por la influencia del «Midi» en el sur. Las pequeñas llanuras son muy fértiles y favorables a los huertos (melocotones y albaricoques) en primera y en las laderas de los viñedos dominan.

## Geografía
- Límites: al norte con Loira e Isère, al este con Drôme, al sur con Vaucluse y Gard, y al oeste con Lozère y Alto Loira.
- Punto más alto: Mont Mézenc (1.754m)
- Otras cumbres: sierra de la Croix de Bauzon (1.538m), Suc de Sara (1.520m), Suc de Bauzon (1.471m), La Tanargue (1.458m), Rochers des Baux (1.432m)
- Puerto de montaña más alto: carretera D122 en Bourlatier (1.371m)
- Punto más bajo: salida del río Ródano (40m)
- Lago más extenso: Lac d'Issarlès (0,97km²)
- Comparte con el Gard el Parc National des Cévennes, clasificado desde 1985 como reserva mundial de la biosfera por la Unesco.
- Ríos: Loira (nace en el Monte Gerbier de Jonc, 1.551m), Ródano (marca el límite oriental del departamento), Ardèche (le da nombre), Eyrieux, Ouvèze

## Demografía
+ 	

| 1801    | 1831    | 1841    | 1851    | 1856    | 1861    | 1866    |         |
| ------- | ------- | ------- | ------- | ------- | ------- | ------- | ------- |
| 266 656 | 340 734 | 364 416 | 386 559 | 385 835 | 388 529 | 387 174 |         |
| 1872    | 1876    | 1881    | 1886    | 1891    | 1896    | 1901    |         |
| 380 277 | 384 378 | 376 867 | 375 472 | 371 269 | 363 501 | 353 564 |         |
| 1906    | 1911    | 1921    | 1926    | 1931    | 1936    | 1946    |         |
| 347 140 | 331 801 | 294 308 | 289 263 | 282 911 | 272 698 | 254 598 |         |
| 1954    | 1962    | 1968    | 1975    | 1982    | 1990    | 1999    | 2013    |
| 249 077 | 248 516 | 256 927 | 257 927 | 267 970 | 277 581 | 286 023 | 320 736 |

Las principales ciudades son (datos del censo de 2010):
- Annonay: 16 660 habitantes, 39 507 en la aglomeración
- Aubenas: 11 323 habitantes, 57 805 en la aglomeración
- Guilherand-Granges: 11 044  habitantes, forma parte de la aglomeración de Valence (Drôme), que tiene 27 987 habitantes en Ardèche.
- Tournon-sur-Rhône: 10 676  habitentes, 29 101 en la aglomeración, que incluye parte de Drôme.
- Privas: 8969 habitantes, 18 475 en la aglomeración. Pese a ser la capital del departamento está menos poblada que las cuatro anteriores; en el caso de las dos últimas es un fenómeno reciente, pero en el de las dos primeras ha sido así tradicionalmente.

## Deportes
En el departamento se disputa la prueba ciclista profesional Les Boucles du Sud Ardèche.